# ذا باي (فلم)
ذا باي أو الخليج (بالإنجليزية: The Bay) هو فيلم وثائقي هزلي ورعب تم إنتاجه في الولايات المتحدة وصدر سنة 2012 بطولة كريستين كونولي وكيذر دونوهيو.

## القصة
في مدينة ساحلية، تحدث كارثة بيئية ويتلوث الماء بشيء ما مجهول. لكن عندما يبدأ بعض سكان المدينة في التحول إلى موتى أحياء، وآخرون يبدأون في فعل اشياء غريبة، يعم الذعر البلدة وتقوم السلطات بإغلاقها، وتجمع كل ما استطاعت الحصول من مقاطع فيديو وتخفيها عن العامة، لكن تقوم إحدى الوكالات الإخبارية بتسريبها.

## الميزانية والإيرادات
كلف الفيلم 2 مليون دولار وحقق أرباح تقدر بـ 1.6 مليون دولار.

## وصلات خارجية
مقالات تستعمل روابط فنية بلا صلة مع ويكي بيانات